# Barril

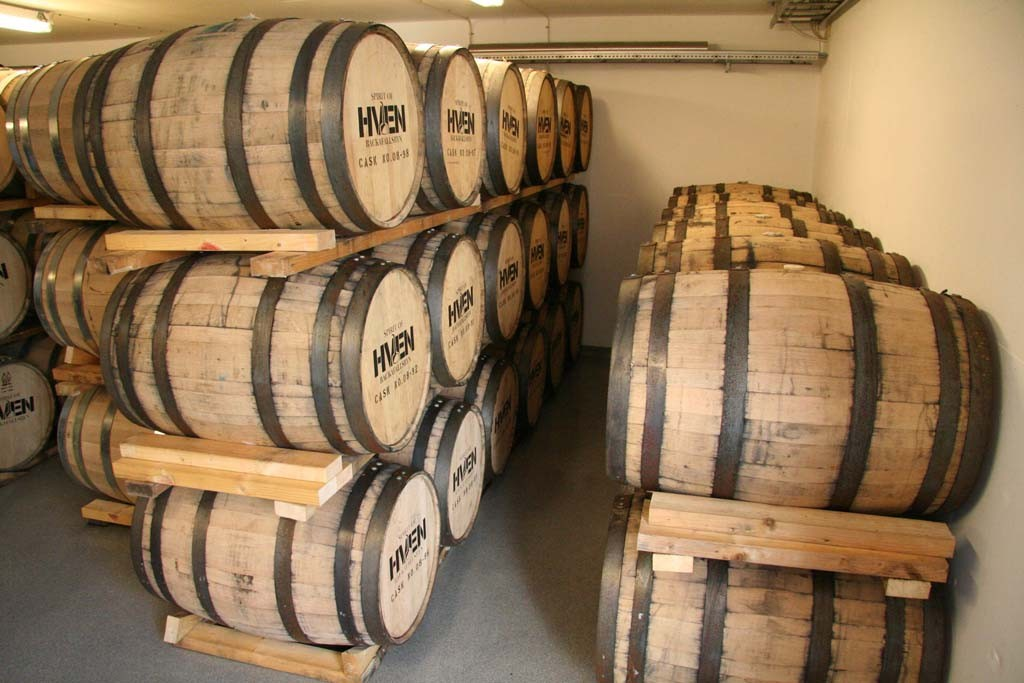
Barris feitos de madeira.

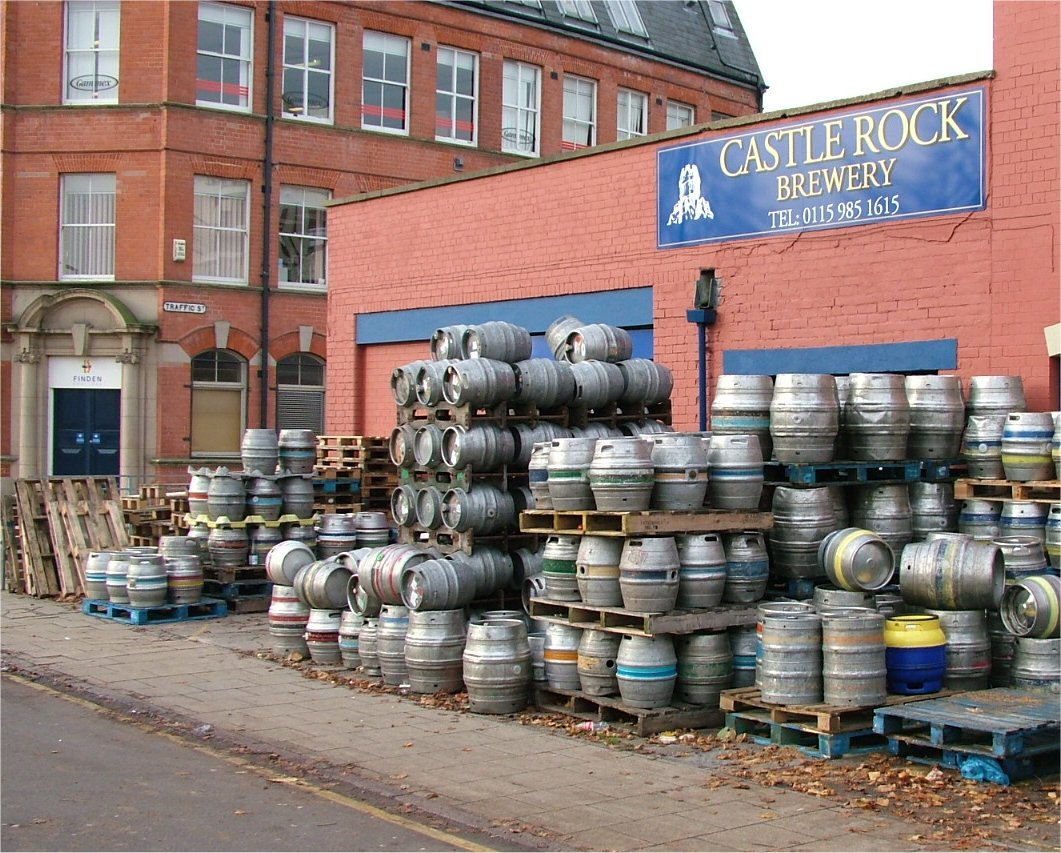
Barris de cerveja feitos de aço inoxidável, no exterior da microcervejaria Castle Rock, em Nottingham, Inglaterra.

Barril é um recipiente cilíndrico oco, tradicionalmente feito de varas de madeira vertical e ligadas por aros de madeira ou metal, usado para colocar líquidos. A profissão de fabricante de barris é a tanoaria.

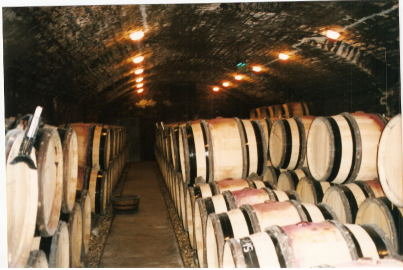
Barris de vinho Romanée Conti

## História
O barril já vinha sendo usado para o armazenamento e transporte de vinho pelos povos da Mesopotâmia muitos séculos antes de Cristo, conforme relatos do historiador e geógrafo grego Heródoto (484-425 a.C). Os romanos começaram a utilizar barris de madeira por influência dos celtas. No século II da era cristã era comum o emprego de barris para  o armazenamento de vinho, azeite e água. O emprego de barril para armazenar e transportar cachaça foi adotado desde o começo da sua produção, no início do século XVII, até a década de 1930, quando, por Lei, sua comercialização foi permitida em recipientes de, no máximo, um litro. O armazenamento continuou a ser feito em barril principalmente durante o envelhecimento da bebida. Devido a diversidade da flora brasileira, além do  barril de carvalho importado, outros confeccionados com madeiras nativas vem sendo cada vez mais utilizados. O barril teve seu uso realmente popularizado na Idade Média, quando era usado para estocar líquidos, conservar carnes e guardar outras coisas como moedas. Durante as grandes navegações era usado para conservar whisky, rum e carne em sal. Diferente da água, o whisky e o Rum não criam lodo, o que permitia aos marinheiros manterem-se hidratados sem contrair doenças. A partir de 1901 algumas pessoas (16) usaram o barril para descer as Cataratas do Niágara. 11 sobreviveram, e duas desceram duas vezes; recentemente o barril tem sido usado para estocar petróleo, virando unidade de medida, o barril.

## A Construção de um barril
A madeira é cortada, seguindo a orientação do grão da madeira. Posteriormente a madeira é cortada em pranchas de 3 a 4 centímetros de espessura. Então a madeira fica alguns anos armazenada para secar a seiva, assim ela se mantém rígida. A seguir, a madeira é talhada, seguindo a fibra, de forma que ela ganhe um formato encurvado e fique com cerca de vinte e dois milímetros de espessura. Depois as madeiras são aplainadas de forma que adiram perfeitamente umas nas outras, após isso, as aduelas (a madeira) são reunidas de forma que se alterna uma larga e uma curta, de forma que dê ao barril uma boa forma. O artesão faz o furo do pipo da aduela mais larga, e é nessa fase que se coloca o primeiro aro provisório, para o reforço do barril. A forma encurvada da aduela é adquirida com a secagem do barril molhado, a secagem é acelerada com um braseiro. O artesão então talha as calhas para receber o fundo do barril. Então é untado com uma mistura de cinzas e farinha as bases das aduelas. Depois o artesão coloca os dois fundos. Após esse processo, é possível colocar os aros definitivos.